# Apogon atradorsatus
Apogon atradorsatus är en fiskart som beskrevs av Heller och Snodgrass, 1903. Apogon atradorsatus ingår i släktet Apogon och familjen Apogonidae. IUCN kategoriserar arten globalt som livskraftig. Inga underarter finns listade i Catalogue of Life.